# ماهاسوآ است
ماهاسوآ است (به لاتین: Mahasoa Est) یک منطقهٔ مسکونی در ماداگاسکار است که در بتروکا واقع شده‌است. ماهاسوآ است ۸٬۱۲۶ نفر جمعیت دارد و ۸۰۰ متر بالاتر از سطح دریا واقع شده‌است.